# I2 (spoorwegrijtuig)
De I2-rijtuigen van de NMBS waren rijtuigen voor het internationale treinverkeer. De rijtuigen werden aangeschaft ter vervanging van verloren gegane rijtuigen tijdens de Tweede Wereldoorlog.   In 1952 werden 38 rijtuigen met 4 compartimenten eerste klas en 4 compartimenten tweede klas (A4B4) en 12 rijtuigen met 11 compartimenten tweede klas (B11) gebouwd. In 1963 werden 12 A4B4-rijtuigen verbouwd tot buffetrijtuig. In 1988 werden de I2-rijtuigen buiten gebruik gesteld. Er zijn meerdere rijtuigen bewaard gebleven voor museale doeleinden.

## Uitvoering
De  rijtuigen werden gebouwd met veel lichtere materialen dan de I1-rijtuigen. In eerste instantie werden de rijtuigen afgeleverd in twee verschillende kleuren groen. Later werd dit teruggebracht tot 1.

### Bewaard gebleven rijtuigen
| Nummer | Bij                          | Opmerking | Afbeelding |
| ------ | ---------------------------- | --- | ---------- |
| 11901  | TSP, daarvoor CFV3V          | Oorspronkelijk indienst gesteld als 10.147, later 11.127 en 11.901                                                                                               |            |
| 11908  | Stoomtrein Dendermonde Puurs | Oorspronkelijk indienstgesteld als 10.154, later 11.134 en 11.908 bij CFV3V Volledig gerenoveerd tot Diner express & terug naar oude nummer 11908 gezet in 2025. |            |
| ?      | Stoomcentrum Maldegem        | Wacht op revisie |            |
| 11911  | Vennbahn                     | Wacht op revisie. Voormalig railtourrijtuig. Staat bij Rail & Traction Internationaal in Raeren.                                                                 |            |
| B12106 | Stoomtrein Dendermonde Puurs | Heeft een periode bij de vereniging gereden, is inmiddels buiten dienst. Het interieur is nog in orde.                                                           |            |
| B12164 | Stoomtrein Dendermonde Puurs | Niet rijvaardig. |            |